# Partito Aragonese
Il Partito Aragonese (in aragonese: Partido Aragonés - PAR) è un partito politico spagnolo, operativo nella comunità autonoma dell'Aragona, fondato nel 1978; fino al 1990 era designato con la denominazione di Partito Aragonese Regionalista (Partido Aragonés Regionalista).
Si caratterizza come una forza politica liberale e autonomista.

## Risultati
| Elezione      | Voti                          | %                             | Seggi   |
| ------------- | ----------------------------- | ----------------------------- | ------- |
| Generali 1979 | 38.042                        | 0,21                          | 1 / 350 |
| Generali 1982 | Nella Coalizione Popolare     | Nella Coalizione Popolare     | 2 / 350 |
| Generali 1986 | 73.004                        | 0,36                          | 1 / 350 |
| Europee 1987  | 105.865                       | 0,55                          | 0 / 60  |
| Europee 1989  | Nel Partito Popolare          | Nel Partito Popolare          | 0 / 64  |
| Generali 1989 | 71.733                        | 0,35                          | 1 / 350 |
| Generali 1993 | 144.544                       | 0,61                          | 1 / 350 |
| Europee 1994  | Nella Coalizione Nazionalista | Nella Coalizione Nazionalista | 0 / 64  |
| Generali 1996 | Nel Partito Popolare          | Nel Partito Popolare          | 1 / 350 |
| Europee 1999  | Nella Coalizione Europea      | Nella Coalizione Europea      | 0 / 64  |
| Generali 2000 | 38.883                        | 0,17                          | 0 / 350 |
| Generali 2004 | 36.540                        | 0,14                          | 0 / 350 |
| Europee 2004  | Nella Coalizione Europea      | Nella Coalizione Europea      | 0 / 54  |
| Generali 2008 | 40.054                        | 0,16                          | 0 / 350 |
| Europee 2009  | N.D.                          | N.D.                          | 0 / 50  |
| Generali 2011 | Nel Partito Popolare          | Nel Partito Popolare          | 0 / 350 |